# Hồ Văn Dung
Hồ Văn Dung (tiếng Trung giản thể: 胡文容, bính âm Hán ngữ: Hú Wénróng, sinh tháng 7 năm 1964, người Hán) là nhà khoa học môi trường, chính trị gia nước Cộng hòa Nhân dân Trung Hoa. Ông là Ủy viên dự khuyết Ủy ban Trung ương Đảng Cộng sản Trung Quốc khóa XX, khóa XIX, hiện là Thường vụ Thành ủy, Bộ trưởng Bộ Tổ chức Thành ủy Thượng Hải. Ông từng Thường vụ Thành ủy, Bộ trưởng Bộ Tổ chức Thành ủy Trùng Khánh; Thường vụ Tỉnh ủy, Tổng thư ký Tỉnh ủy Sơn Đông.
Hồ Văn Dung là đảng viên Đảng Cộng sản Trung Quốc, học vị Cử nhân Hóa công, Tiến sĩ Kỹ thuật, Tiến sĩ sinh đạo sư, Giáo sư ngành môi trường. Ông có sự nghiệp nhiều năm nghiên cứu khoa học về môi trường, rồi vào chính trường tham gia tổ chức Đảng, chính quyền địa phương.

## Xuất thân và giáo dục
Hồ Văn Dung sinh vào tháng 7 năm 1964 tại địa cấp thị Phủ Điền, tỉnh Phúc Kiến, Cộng hòa Nhân dân Trung Hoa. Ông lớn lên và tốt nghiệp phổ thông ở Phủ Điền, thi cao khảo vào năm 1981 và đỗ Học viện Luyện kim Hoa Đông, nay là Đại học Công nghệ An Huy, vào tháng 9 thì tới Mã An Sơn của An Huy để theo học hệ hóa công của trường, rồi tốt nghiệp cử nhân chuyên ngành này vào tháng 7 năm 1985. Bốn năm sau, ông tới Thanh Đảo của Sơn Đông, bắt đầu học chương trình nghiên cứu sinh của Đại học Khoa học Kỹ thuật Sơn Đông, nhận bằng Thạc sĩ Kỹ thuật vào tháng 7 năm 1992. Sau đó, ông tới Thượng Hải, là nghiên cứu sinh sau đại học về công trình môi trường ở Trường Môi trường của Đại học Đồng Tế, trở thành Tiến sĩ Kỹ thuật ở đây. Hồ Văn Dung được kết nạp Đảng Cộng sản Trung Quốc vào tháng 5 năm 1990 tại Khoa Kỹ Sơn Đông.

## Sự nghiệp
Tháng 8 năm 1985, sau khi tốt nghiệp Luyện kim An Huy, Hồ Văn Dung được Học viện Khoáng nghiệp Sơn Đông nhận vào công tác ở trường, là trợ giảng ở đây 4 năm. Sau khi học thạc sĩ, tiến sĩ, sau tiến sĩ 7 năm cho đến tháng 4 năm 1996, ông được bổ nhiệm làm Phó Chủ nhiệm hệ khoa học địa cầu của trường. Vào năm 1999, học viện khoáng nghiệp hợp nhất cùng Học viện Giáo dục Than Sơn Đông để thành lập Đại học Khoa học Kỹ thuật Sơn Đông, ông chuyển sang đây 1 thời gian, rồi được điều tới Đại học Công nghiệp Sơn Đông làm Phó Viện trưởng Học viện Kỹ thuật hóa học và Môi trường. Vào năm 2000, đại học công nghiệp này được sáp nhập vào Đại học Sơn Đông, ông tiếp tục chuyển đơn vị, là Trưởng phòng Khoa học Kỹ thuật của Đại học Sơn Đông. Ở những năm này, ông là Tiến sĩ sinh đạo sư, lần lượt được phong chức danh Phó Giáo sư năm 1995 rồi Giáo sư ngành môi trường năm 1997, được hưởng trợ cấp đặc biệt dành cho nhà khoa học của Quốc vụ viện từ năm 2001.
Tháng 12 năm 2004, Hồ Văn Dung được điều lên Tỉnh ủy Sơn Đông, nhậm chức Trưởng phòng Cán bộ thứ 3, Trợ lý Thanh tra của Bộ Tổ chức Tỉnh ủy. Sau đó 2 năm, ông là Phó Thanh tra, rồi thăng chức là Phó Bộ trưởng Bộ Tổ chức từ tháng 2 năm 2009. Đến tháng 10 năm 2011, ông được kiêm Phó Bí thư Đảng ủy Ủy ban Giám sát Quản lý Tài sản Nhà nước ở tỉnh Sơn Đông, cấp chính sảnh, rồi giao nhiệm vụ Phó Bộ trưởng thường vụ từ tháng 3 năm 2013.
Tháng 6 năm 2017, Hồ Văn Dung được bầu vào Ủy ban Thường vụ Tỉnh ủy, cấp phó tỉnh, phân công làm Tổng thư ký Tỉnh ủy Sơn Đông. Sau đó 3 tháng, ông được điều tới Trùng Khánh, là Thường vụ Thành ủy, Bộ trưởng Bộ Tổ chức Thành ủy Trùng Khánh. Tháng 10 năm 2017, ông tham gia đại hội đại biểu toàn quốc, được bầu là Ủy viên dự khuyết Ủy ban Trung ương Đảng Cộng sản Trung Quốc khóa XIX tại Đại hội Đảng Cộng sản Trung Quốc lần thứ XIX.  Ở Trùng Khánh 3 năm cho đến cuối năm 2020, ông tới Thượng Hải và tiếp tục là Thường vụ Thành ủy, Bộ trưởng Bộ Tổ chức Thành ủy Thượng Hải. Cuối năm 2022, ông tham dự Đại hội Đảng Cộng sản Trung Quốc lần thứ XX từ đoàn đại biểu Thượng Hải. Trong quá trình bầu cử tại đại hội, ông tiếp tục được bầu là Ủy viên dự khuyết Ủy ban Trung ương Đảng Cộng sản Trung Quốc khóa XX.

## Công trình khoa học
- Hồ Văn Dung (1996).  煤矿矿井水处理技术 [Kỹ thuật xử lý nước mỏ than] (bằng tiếng Trung). Thượng Hải: Đại học Đồng Tế. ISBN 978-7122251756.
- Hồ Văn Dung (1998).  煤矿矿井水及废水处理利用技术 [Kỹ thuật sử dụng và xử lý nước và chất thải mỏ than] (bằng tiếng Trung). Bắc Kinh: Công nghiệp Than. ISBN 7-5020-1484-5.